# Pays de Retz

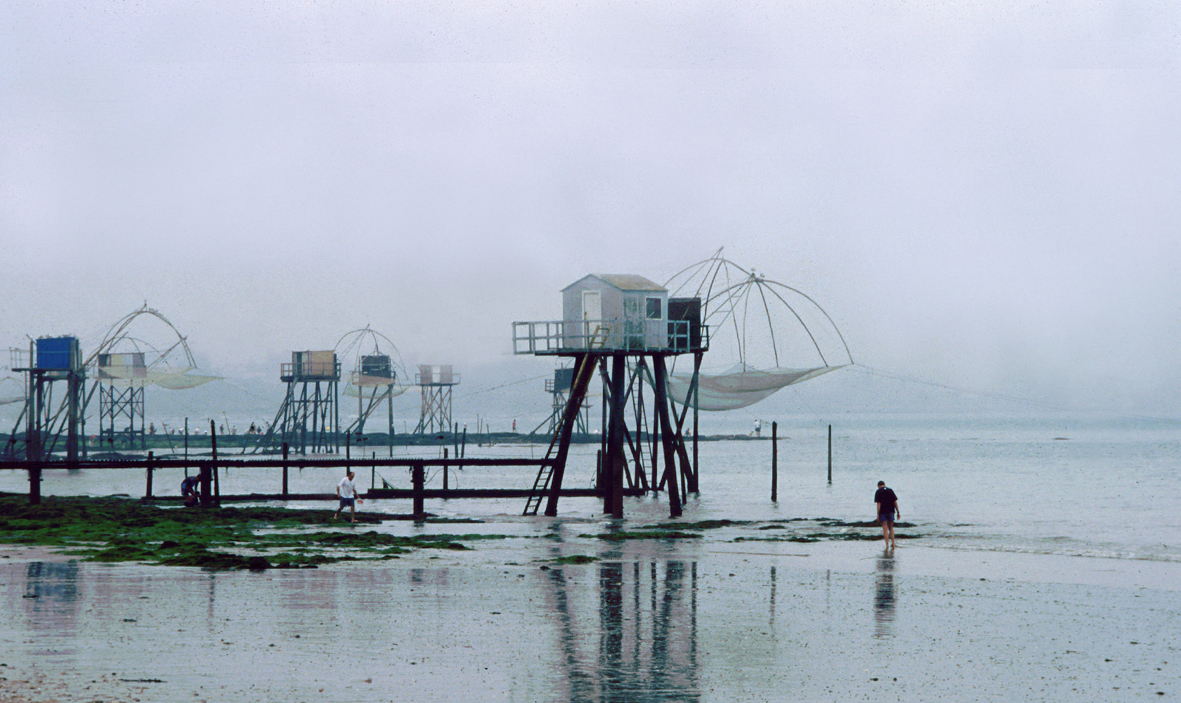
Fischergalgen an der Küste bei Pornic

Das Pays de Retz (Raez in Poitevin, der Sprache des Poitou, bretonisch Bro Raez) (Varianten: Rais, Rays, Raiz, im Französischen ausgesprochen Rè) ist eine Landschaft südlich der Loire-Mündung im Département Loire-Atlantique. Ursprünglich war die Gegend Teil des historischen Herzogtums Bretagne, gehört jedoch nicht zur heutigen französischen Region Bretagne. Die Hauptorte des Pays de Retz sind Machecoul-Saint-Même, Pornic und Paimbœuf.

## Lage

Das Pays de Retz liegt ganz im Süden der historischen Bretagne.

Das Pays de Retz wird im Westen vom Atlantik begrenzt, im Norden durch die Loire, im Osten durch den Lac de Grand-Lieu und im Süden durch das Marais breton und das Département Vendée.

## Tourismus

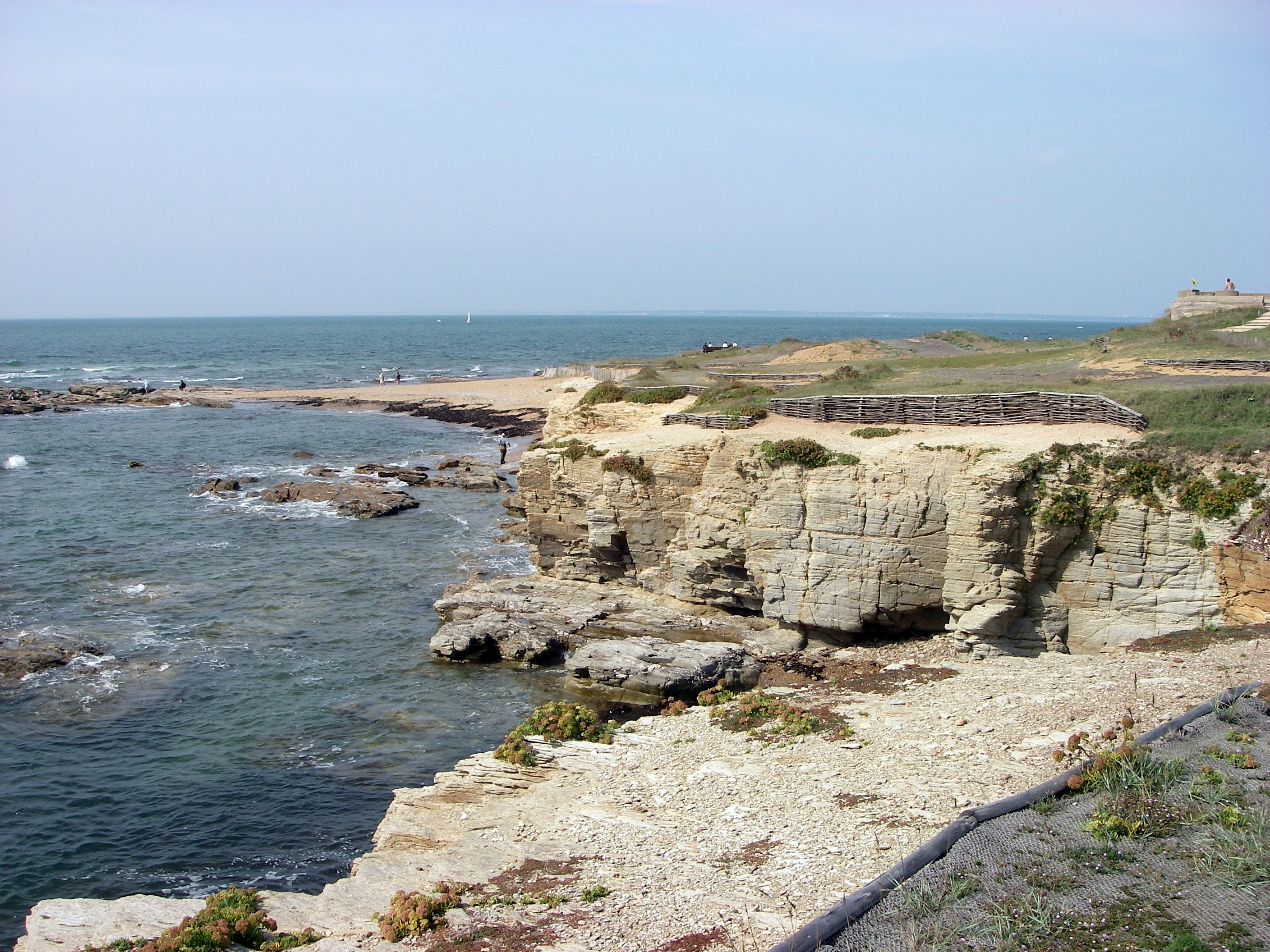
Die Pointe Saint-Gildas in Préfailles

Über Pornic verläuft die Route Bleue (deutsch „Blaue Route“), an der elf bedeutende prähistorische Megalithmonumente liegen. Darunter befindet sich der Tumulus von Dissignac (No. 1) nahe der Stadt. Unter den Dolmen sind die Nr. 9–11 an der Pays de Rets besonders bekannt: der Croix de Sandun (3), der Kerbourg (4), der du Riholo (5), der des Rossignols (6), der Tumulus von Mousseaux westlich von Pornic (9), der Dolmen de la Joselière (10) und der du Pré d’Aire (11). Dazu kommen drei Menhire: der Menhir von Bissin (No. 2), der 2,1 m hohe Pierre de Couche (7) und der etwa 2,7 m hohe Menhir de la Pierre Attelée (8), der seit 1992 als historisches Denkmal klassifiziert ist.

## Geschichte
Der Name Pays de Retz kommt von pagus ratiatum, d. h. pays de Rezé ‚Land von Rezé‘.
Siehe auch: Herzogtum Retz.